# Palaeontinidae
Palaeontinidae (лат.) — семейство вымерших насекомых из подотряда цикадовых отряда полужесткокрылых. Характерно наличие крупных крыльев, которые часто несут окраску в виде поперечных темных полос. Древнейшие находки происходят из верхнего триаса Южной Кореи. Семейство просуществовало вплоть до середины мелового периода. Помимо Южной Кореи, Palaeontinidae были найдены на территории Европы, Центральной Азии, России, Китая, Африки, Южной Америки и Австралии. Из-за своих крупных размеров хуже, чем другие цикады, сохраняются в целом виде.